# Bjørn Bjørnstad
Bjørn Bjørnstad (...) è un ex sciatore alpino norvegese.

## Biografia
Specialista dello slalom speciale, Bjørn Bjørnstad vinse la medaglia di bronzo ai Campionati norvegesi nel 1973 e nel 1976; non prese parte a rassegne olimpiche e non ottenne piazzamenti di rilievo in Coppa del Mondo o ai Campionati mondiali.

## Palmarès

### Campionati norvegesi
- 2 medaglie[senza fonte]:
  - 2 bronzi (slalom speciale nel 1973; slalom speciale nel 1976)[senza fonte]